# Électron célibataire

Tableau périodique indiquant le nombre des électrons célibataires des différents éléments chimiques (neutres).

Un électron célibataire (ou non apparié) est un électron qui est seul à occuper une orbitale atomique ou moléculaire, sans former une paire de Lewis.
Chaque orbitale atomique d'un atome (spécifiée par les trois nombres quantiques n, l et m) peut comporter deux électrons ayant des spins opposés (un doublet électronique, ou paire de Lewis). La formation d'une paire (isolée autour d'un atome ou assurant une liaison covalente entre deux atomes) étant souvent favorable énergétiquement, les électrons célibataires sont relativement rares : une entité qui en porte un est généralement assez réactive, et réagit en devenant un anion ou en formant une liaison covalente (ce qui apparie l'électron), ou bien en formant un cation (ce qui fait disparaître l'électron célibataire du cortège électronique). En chimie organique, les électrons célibataires n'apparaissent en général que brièvement, lors d'une réaction sur une entité appelée radical. En revanche, ils jouent un rôle important pour la compréhension de la cinétique des réactions chimiques.

## Atomes célibataires des éléments chimiques
Les radicaux apparaissent rarement dans la chimie des blocs s et p, car l'électron célibataire y occupe une orbitale de valence p ou une orbitale hybride sp, sp2 ou sp3. Ces orbitales sont fortement directionnelles et se chevauchent pour former des liaisons covalentes fortes, favorisant la dimérisation des radicaux. Les radicaux peuvent être stables si la dimérisation entraîne une liaison faible ou si les électrons non appariés sont stabilisés par délocalisation. En revanche, les radicaux sont très courants dans la chimie des blocs d et f. Les orbitales d et f dans comportant des électrons non appariés, moins directionnelles et plus diffuses que les orbitales s et p, se chevauchent moins efficacement et forment des liaisons plus faibles, ainsi la dimérisation est-elle généralement défavorisée. Ces orbitales d et f ont également une extension radiale plus petite, ce qui défavorise le chevauchement pour former des dimères.
Les plus stables des atomes et ions monoatomiques comportant des électrons célibataires sont ceux des lanthanides et des actinides. leur sous-couche f incomplète n'interagit pas très fortement avec leur environnement, ce qui les empêche d'être appariées. Les ions ayant le plus grand nombre d'électrons célibataires sont Gd3+ et Cm3+ : sept.

## Atomes célibataires des corps composés
Il existe aussi des molécules et des ions polyatomiques comportant des électrons célibataires et relativement stables, par exemple le monoxyde d'azote NO, qui en comporte un. Quand il y en a plusieurs, la règle de Hund spécifie que les spins de ces électrons sont alignés parallèlement ; ces molécules et ces ions sont alors fortement paramagnétiques.

## Propriétés magnétiques
Chaque électron a un moment magnétique mais ceux de deux électrons appariés sont exactement opposés, le moment permanent d'une paire de Lewis est nul. Ainsi, seules les entités (atomes, molécules ou ions) comportant au moins un électron célibataire ont un moment permanent. Les substances correspondantes sont paramagnétiques, et une partie d'entre elles sont ferromagnétiques ou antiferromagnétiques. Réciproquement, une substance paramagnétique, ferromagnétique ou antiferromagnétique comporte nécessairement des électrons célibataires.